# Ediciones Altaya
Ediciones Altaya se constituyó en 1993 como editorial dedicada exclusivamente a la publicación de coleccionables y en 1999, al asociarse con Editorial Planeta DeAgostini, entró a formar parte de Grupo Planeta. En estos años de existencia, Ediciones Altaya ha publicado más de 150 títulos totalizando más de 600 ediciones en 12 idiomas distintos, y sus obras se han comercializado en más de 25 países.

## Líneas de producto
- Scalextric
- Vehículos a escala (coches, furgonetas, motos, aviones, tanques)
- Figuras de plomo
- Radiocontrol (coches y aviones)
- Casas de muñecas
- Música
- Cine
- Libros
- Maquetismo naval y ferroviario